# دار سك العملة الملكية الهولندية

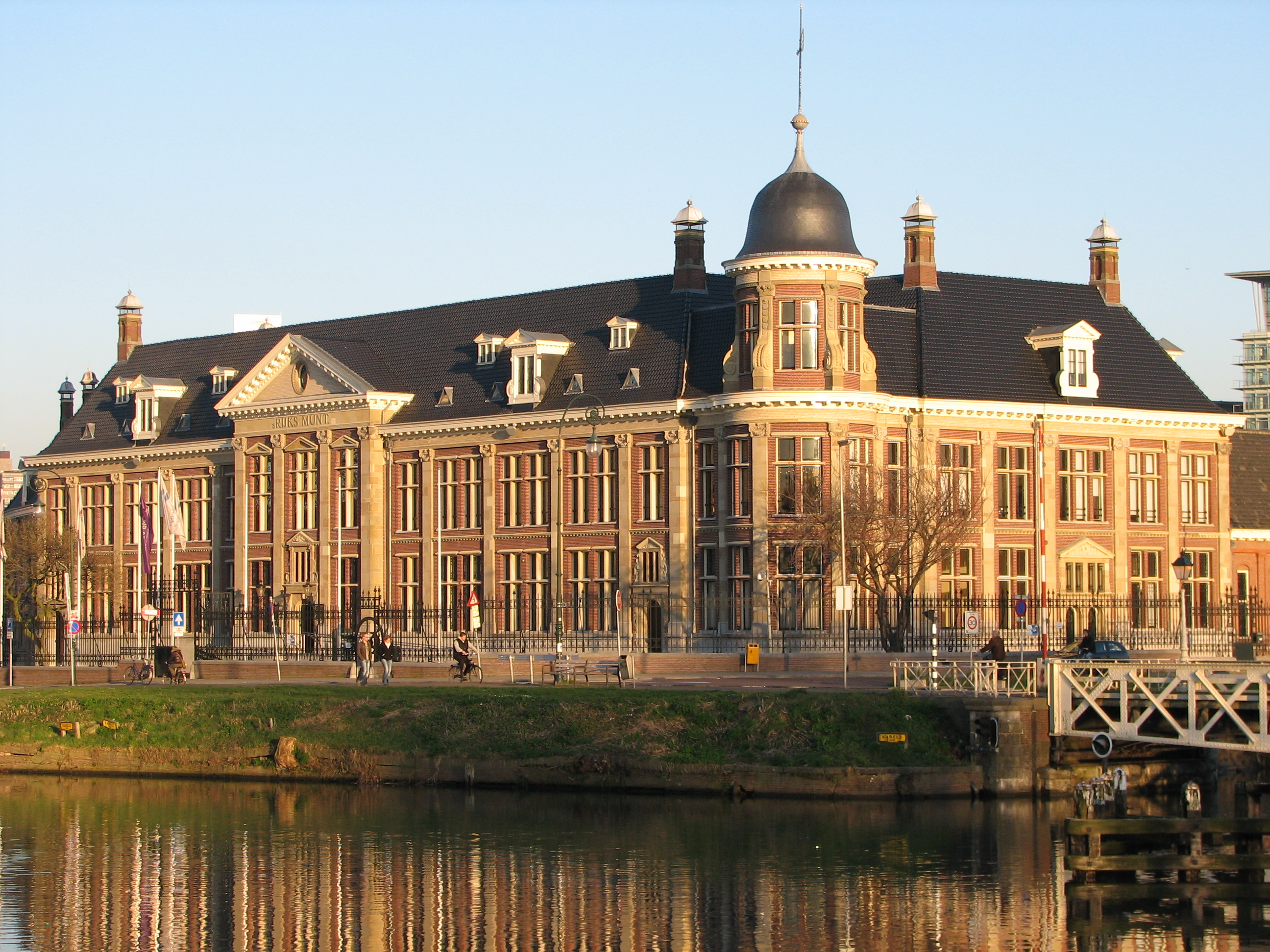
المبنى السابق للمتحف الوطني الهولندي، الذي تم بناؤه بين عامي 1903 و1911، ويسمى دو منت.

دار سك العملة الملكية الهولندية (بالهولندية: Koninklijke Nederlandse Munt ) ، اختصارًا
( KNM ) هي شركة تأسست عام ١٥٦٧ م، وهي مسؤولة عن إنتاج، من بين أمور أخرى، عملات اليورو المعدنية لمملكة هولندا . يقع مقرها حاليًا في هوتن ، هولندا ، حيث انتقلت إليه عام ٢٠٢٠. كانت مملوكة سابقًا للدولة الهولندية، لكنها الآن مملوكة لشركة أتش أم للمعادن الثمينة. 

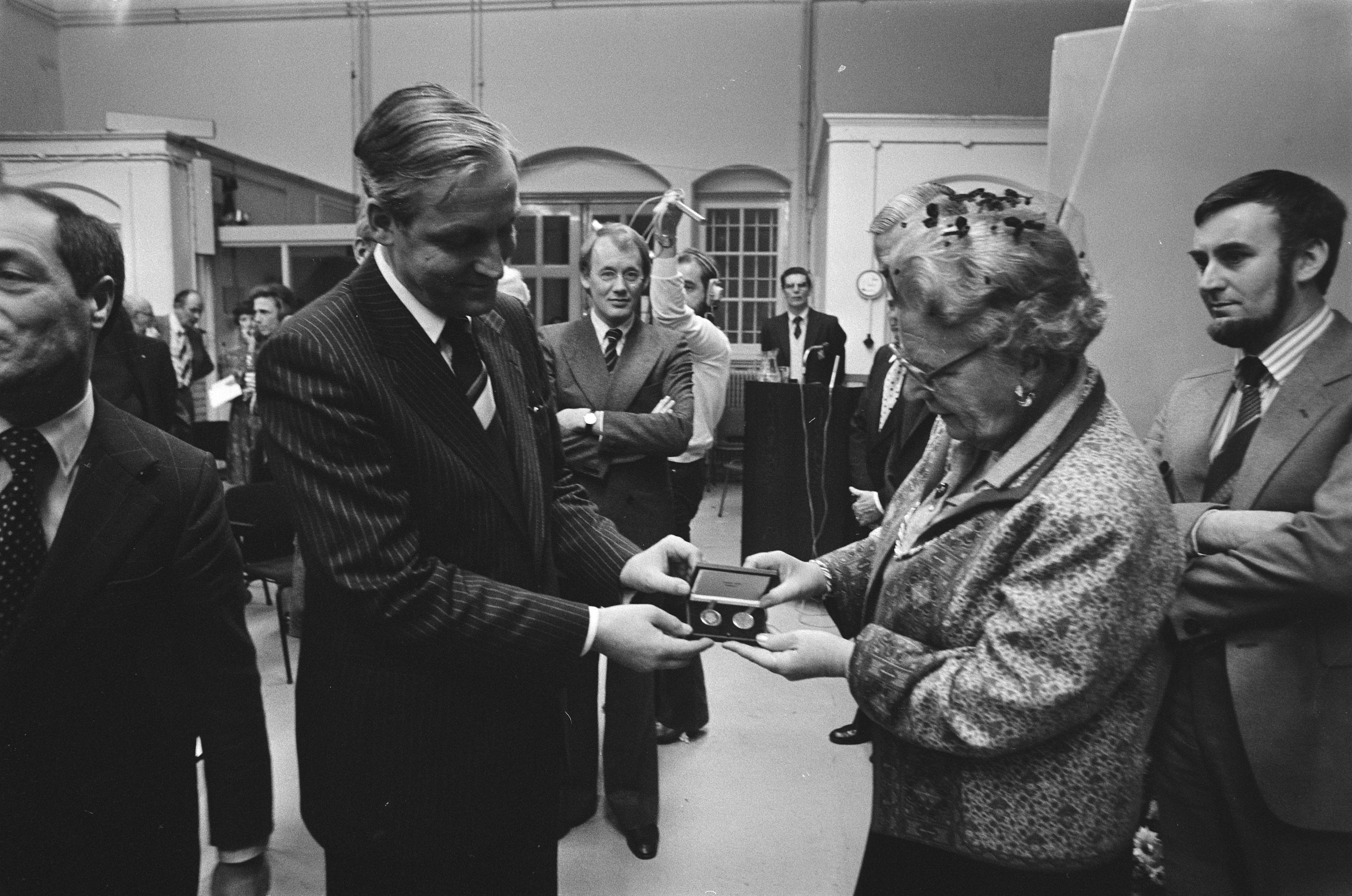
الملكة جوليانا تتلقى العملات المعدنية خلال زيارة في 17 نوفمبر 1978.

## أنظر أيضاً
- البنك الهولندي
- عملات اليورو الهولندية
- الجيلدر الهولندي
- البنك المركزي الأوروبي
- قائمة النعناع

## روابط خارجية
- الموقع الرسمي (باللغة الإنجليزية)
- حول دار سك العملة الملكية الهولندية (باللغة الإنجليزية)